# Ludisia ravanii
Ludisia ravanii é uma espécie de orquídea nativa das Filipinas. Juntamente com a Ludisia discolor, a L ravanni complementa a dupla de espécies aceitas dentro do gênero Ludisia.
Diferentemente à outra espécie pertencente ao mesmo gênero, a Ludisia ravanii não apresenta flores totalmente brancas, tendo suas pétalas em tonalidades amarronzadas, com presença de algumas linhas em coloração borgonha.